# Morgan, Utah
Morgan är administrativ huvudort i Morgan County i Utah. Orten fick sitt namn efter mormonledaren Jedediah Morgan Grant. Morgan hade 3 687 invånare enligt 2010 års folkräkning.